# Claudy Jongstra

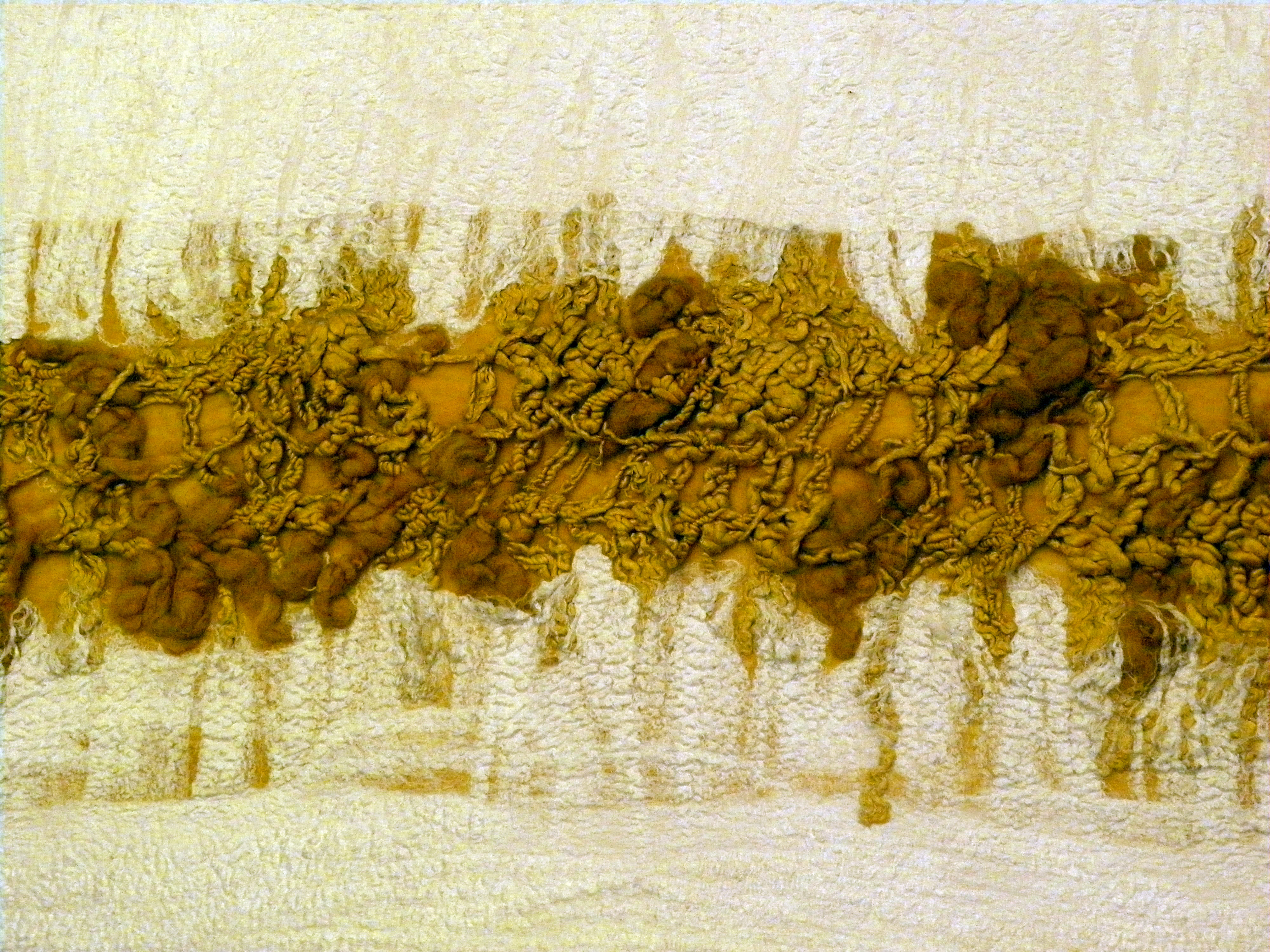
Detail van de wandbekleding in de Openbare Bibliotheek Amsterdam

Claudy Jongstra (Roermond, 6 februari 1963) is een Nederlands textielkunstenaar, waarbij ze met textiel werkt van wol, dat ze op ambachtelijke wijze vervilt.
Jongstra heeft modevormgeving gestudeerd aan de Hogeschool voor de Kunsten Utrecht (1982-1989). De productieketen van wol is zoveel mogelijk in eigen hand genomen. De wol is afkomstig van een eigen kudde van 200 Drentse heideschapen in het Friese Spannum en voor de plantaardige kleurstoffen is een heemtuin opgezet.
Een grote opdracht aan het begin van haar carrière betrof de stoffen voor de Jedi in Star Wars Episode 1. Jongstra heeft daarnaast stoffen gemaakt voor Alexander van Slobbe, Maarten Baas, Hella Jongerius, John Galliano, Christian Lacroix en Donna Karan. Later is Jongstra zich gaan toeleggen op wandvullende autonome kunstwerken voor de aankleding van gebouwen, zoals het Fries Museum, het Provinciehuis te Leeuwarden, de Openbare Bibliotheek Amsterdam en het Museum of Modern Arts in San Francisco.
Het werk van Claudy Jongstra is opgenomen in verschillende collecties, onder andere het Stedelijk Museum, het Rijksmuseum, het Victoria & Albert Museum en het Museum of Modern Art.
Claudy Jongstra werd gekozen tot Kunstenaar van het Jaar 2019.

## Autonome werken (selectie)
- 2013: Sculptuur Fries Landschap, entreehal Fries Museum
- 2012: Mother of Pearl, hoofdgebouw en restaurant Barnes Museum Philadelphia
- 2010: Kunstinstallatie North Wall Atrium, Lincoln Center New York
- 2007: Wandbespanning, entree Openbare Bibliotheek Amsterdam
- 2005: Wandbespanning, restaurant Kunsthal Rotterdam
- 2004: Wandtapijt, Nederlandse ambassade in Berlijn
- 2003: Mother of Pearl en Blue silver, damessalon en eetkamer Catshuis

## Tentoonstellingen
- 2011: Tentoonstelling hoofdkwartier Verenigde Naties New York
- 2007: Deelname Architectuur Biënnale Sao Paulo
- 2006: Jubileumexpositie, TextielMuseum Tilburg

## Prijzen
- 2018: Kunstenaar van het Jaar 2019
- 2008: Prins Bernhard Cultuurfonds, Prijs voor Beeldende Kunst
- 2005: Vredeman de Vries Prijs
- 2005: Amsterdamprijs voor de Kunst

## Publicaties
- 2021 See All This Art Magazine #24 Colour Fields[2]